# Trang phục tôn giáo của người Do Thái
Trang phục tôn giáo của người Do Thái đã bị ảnh hưởng bởi các điều răn trong Kinh thánh, những tiêu chuẩn đòi hỏi sự khiêm tốn và quần áo phong cách đương thời trong nhiều xã hội mà người Do Thái đã sinh sống. Trong Do thái giáo, y phục cũng là phương tiện cho các nghi lễ tôn giáo. Nhiều người Do Thái mặc khăn quấn, áo khoác, áo choàng, áo măng tô, và dép.

## Tallit, tzitzit, và tallit katan
Tallit là một tấm vải trắng có sọc đen hoặc sọc xanh dương ở hai bên ria, cái miếng vải này được người Do Thái sử dụng làm chiếc khăn choàng cầu nguyện đọc kinh vào buổi sáng và đọc kinh cầu nguyện trong nhà thờ vào ngày Shabbas và tại các ngày lễ. Tại Yemen, người do thái không chỉ mặc những bộ quần áo đọc kinh cầu nguyện đó tại những thời điểm đọc kinh cầu nguyện, mà người do thái còn mặc áo choàng cầu nguyện cả ngày. Các tallit có các sợi dây vải được thắt nút được gọi là tzitzit gắn liền với bốn góc của chiếc áo choàng cầu nguyện. Đôi khi cái ấy còn được gọi là "arba kanfot" ("tư góc") mặc dù thuật ngữ này phổ biến cho allit katan hơn, là trang phục lót có tzitzit. Theo điều răn trong thánh kinh, một sợi chỉ màu xanh được gọi là tekhelet được cho là có trong sợi dây tzitzit. Tzitzit là các dây rìa hoặc những sợi dây tua tủa mà những người Do Thái sùng đạo mặc đình kém với tứ góc của quần áo, bao gồm cả khăn choàng cầu nguyện. Vì việc thực hành đạo đó được coi là một truyền thống trong Chính thống giáo và là một điều răng mang tính chất giới răn và ràng buộc, cho nên chỉ có duy nhất nam giới người do thái mặc cái đó; Chủ nghĩa Do thái Bảo thủ coi phụ nữ miễn không cần mặc tzitzit nhưng đó không phải là điều cấm. Đàn ông người Do Thái được chôn cất và đóng gói và được quấn cơ thể nằm trong tấm vải tallit như một phần của áo tachrichim (áo lót tang lễ).

## Kippah mũ sợ Chúa
Một kippah hay yarmulke (còn được gọi là kappel hay "nắp đậy sọ" hoặc "mũ sợ Chúa") là một chiếc mũ mỏng có hình nêm tròn, thường được mặc bởi nam nhân người Do Thái Chính Thống, và đôi khi được mặc bởi cả nam lẫn cả nữ trong các cộng đồng Bảo thủ và Cải cách. Việc mặc mũ sợ Chúa có liên quan đến việc thể hiện sự tôn trọng và lòng tôn kính Thiên Chúa. Người Do Thái ở các vùng đất Ả rập thường không mặc mũ sợ Chúa, mà họ mặc những chiếc nón tròn lớn hơn nhưng không có vành mũ.

## Che đầu phụ nữ Do Thái
Phụ nữ Do Thái Chính thống giáo mặc một chiếc khăn (tichel), một cái lồng, một chiếc mũ, một chiếc beret, hoặc đôi khi là một bộ tóc giả để phù hợp với yêu cầu của lề luật tôn giáo của người Do Thái mà phụ nữ Do Thái khi đã kết hôn thì họ phải che phủ mái tóc của họ.
Có những lề luật thậm chí không theo tiêu chuẩn giáo sĩ Do Thái về mái tóc mà có liên quan đến tzniut (nghĩa là "khiêm tốn") như: Shulchan Aruch, Rabbi Jacob ben Asher's Stone of Help 115, 4; Orach Chayim 75,2; Even Ha'ezer 21, 2 4.

## Kittel
Một chiếc kittel (tiếng Yiddish: קיטל) là một chiếc áo choàng dài đến đầu gối màu trắng được mặc bởi các nhà lãnh đạo cầu nguyện Do Thái và một số người Do Thái Chính Thống vào các ngày lễ trọng. Trong một số gia đình, người đứng đầu gia đình mặc một chiếc kittel tại bữa nhậu trong ngày lễ vượt qua. Trong một số cộng đồng Do Thái, người do thái thường cho chú rể trong đám cưới của người Do Thái mặc một chiếc kittel dưới mái vòm đám cưới.

## Phong tục Do Thái vs phong tục dân ngoại
Một câu hỏi đã được đặt ra với Rabbi Joseph Colon (Maharik) về "quần áo dân ngoại" và liệu một người Do Thái mặc quần áo dân ngoại có vi phạm một điều răn cấm kỵ trong kinh thư nói rằng "Ngươi sẽ không đi theo giới luật của họ" (Leviticus 18:3). Trong một cuộc tranh luận kéo dài, Rabbi Colon đã viết rằng bất kỳ người Do Thái nào làm nghề bác sĩ được phép mặc chiếc áo choàng của bác sĩ (thường là do các bác sĩ dân ngoại mặc bởi sự chuyên môn của họ trong lĩnh vực khoa học cụ thể nào đó và họ muốn được công nhận như vậy) và bác sĩ người Do Thái mà mặc y phục đó thì không vi phạm bất kỳ luật pháp nào trong Kinh Thánh Torah, mặc dù trước đây người Do Thái không mặc quần áo như thế.